# Briefordnerei
Die Briefordnerei (BO), auch teilautomatisierte Briefordnerei (TaBo), ist ein Bereich in Briefzentren der Deutschen Post AG zum Sortieren und Stempeln von Postsendungen. Die Sendungen aus der Kastenleerung werden hier grob nach Format und Maschinenfähigkeit getrennt und zur Weiterverarbeitung vorbereitet.

## Formattrennung
Über Transportbänder gelangen die Sendungen aus der Kastenleerung in die Briefordnerei. Am Formattrennband werden diese von Hand nach Größe und Format geordnet, d. h., es werden Groß- und Maxibriefe von Standard- und Kompaktbriefen getrennt. Hierzu werden Groß- und Maxibriefe auf ein weiteres Band geworfen, während die restlichen Sendungen auf dem Band verbleiben, um später für die weitere Bearbeitung an Maschinen ausgerichtet zu werden. Groß- und Maxibriefe jedoch gelangen über Förderbänder zu Stempelplätzen, da diese nur bedingt von Maschinen entwertet werden können.

## Stempelplätze
Können Sendungen auf Grund ihrer Größe oder ihres Gewichts nicht maschinell gestempelt werden, muss dies in der Briefordnerei an entsprechenden Stempelplätzen von Hand mittels Rollstempel oder Handstempel geschehen. Es werden hier pro Arbeitskraft ca. 1000 Sendungen pro Stunde gestempelt und zur Weiterverarbeitung und Sortierung auf ein Transportband gegeben. Zudem findet hier die Trennung zwischen Großbriefen (maschinell bearbeitbar) und Maxibriefen (nur teilweise maschinell bearbeitbar) statt. Standardbriefe und Kompaktbriefe werden aussortiert.

## Aufstellmaschine und Aufstellplätze
Standardbriefe und Kompaktbriefe werden von der Briefaufstellkraft an der Aufstellmaschine (AM) teilautomatisch aufgestellt. Die hier tätige Arbeitskraft sammelt zudem aussortierte Standardbriefe und Kompaktbriefe der Mitarbeiter an den Stempelplätzen ein. Zudem werden spezielle Sendungen von Hand aufgestellt. Hierfür stehen Briefaufstellplätze bereit. Sämtliche Briefe werden „Briefmarke auf Briefmarke“ ausgerichtet.

## Schichtbetrieb
Wie die Arbeit im gesamten Briefzentrum arbeitet auch die Briefordnerei in Schichten, sowohl wochentags als auch am Wochenende, einschließlich sonntags in Schichten von ca. drei bis sechs Stunden. Zum Bearbeitungsschluss sollten alle Sendungen aus der Kastenleerung durch die Briefordnerei gegangen sein, um anderen Bereichen des Briefzentrums die Arbeit zu ermöglichen. Die Arbeit in der Briefordnerei erfolgt wie die Arbeit im gesamten Briefverteilzentrum in Arbeitsgruppen, deren Stärke je nach Größe des Briefzentrums variiert. Beim Briefzentrum der Größe XL beträgt die Anzahl der Personen in der Arbeitsgruppe der Briefordnerei z. B. ca. 15 pro Schicht.